# Ганс Вайнрайх
Ганс Вайнрайх (нім. Hans Weinreich; 5 вересня 1896, Мерзебург — 23 грудня 1963, Дюссельдорф) — один з керівників поліції, группенфюрер СА (1932), группенфюрер СС (1 березня 1933), генерал-лейтенант поліції (1 червня 1942).

## Біографія
Після закінчення гімназії в серпні 1914 року пішов добровольцем на фронт. Служив в 153-му і 29-му піхотних полках. Відзначався великою хоробрістю, був тричі поранений. У 1917 році отримав звання лейтенанта. У жовтні 1917 року взятий у полон англійцями. 23 жовтня 1919 року звільнений. Після повернення до Німеччини в 1919 році вступив на службу в поліцію Берліна, у 1920 році звільнений. У 1920-21 роках — член «Сталевого шолома». У 1922 році вступив в НСДАП (партквиток № 5 920), ортсгруппенляйтер і пропагандаляйтер. 15 березня 1932 року вступив в СА, де займався в основному питаннями технічного забезпечення у Вищому керівництві СА. Одночасно працював на підприємстві «Лойна» концерну «IG Farben». У 1932 році обраний депутатом прусського ландтагу. З 1933 року — начальник штабу інспектора СА. 1 березня 1933 року перейшов з СА в СС (посвідчення № 278 160). 12 листопада 1933 року обраний депутатом Рейхстагу від Мерзебургу. 26 квітня 1934 року призначений імперським керівником Технічної взаємодопомоги, яка в 1936 року перейшла в підпорядкування Головного управління поліції порядку, яке очолював Курт Далюге. Технічна взаємодопомога складалася з 17 земельних груп, районних груп і 1800 ортсгруп. З червня 1937 року — шеф Технічної допомоги, з грудня 1941 року — одночасно начальник управління Технічної допомоги Головного управління поліції порядку. 29 вересня 1942 службовці Вайнрайха отримали уніформу охоронної поліції. 15 жовтня 1943 року, під час чергового «перетрушування» командних кадрів поліції, замінений Віллі Шмельхером. 1 листопада 1944 вийшов у відставку.

## Нагороди
- Залізний хрест 2-го і 1-го класу
- Медаль «За відвагу» (Саксен-Альтенбург)
- Нагрудний знак «За поранення» в сріблі — за 3 поранення.
- Знак гау Галле-Мерзебург (1923)
- Почесний хрест ветерана війни з мечами
- Золотий партійний знак НСДАП
- Почесна шпага рейхсфюрера СС
- Кільце «Мертва голова»
- Медаль «За вислугу років у НСДАП» в бронзі та сріблі (15 років)
- Медаль «За вислугу років у СС» 4-го і 3-го ступеня (8 років)